# Majdów
Majdów – wieś w Polsce położona w województwie mazowieckim, w powiecie szydłowieckim, w gminie Szydłowiec. Ma status sołectwa.
| SIMC    | Nazwa     | Rodzaj    |
| ------- | --------- | --------- |
| 0639251 | Komorniki | część wsi |

W latach 1954–1972 wieś należała i była siedzibą władz gromady Majdów. W latach 1975–1998 wieś administracyjnie należąca do województwa radomskiego.
Majdów został założony na pocz. XIX w. jako osada leśna. Produkowano w niej produkty na potrzeby leśniczówki i była miejscem zamieszkania pracowników leśnictwa.
Przez Majdów przechodzi  niebieski szlak turystyczny z Pogorzałego do Kuźniaków.
W Majdowie znajduje się siedziba  rzymskokatolickiej parafii Podwyższenia Krzyża, szkoła, wiejski ośrodek zdrowia, apteka, poczta oraz Ochotnicza Straż Pożarna, które swym zasięgiem obejmują także sąsiednie miejscowości – Ciechostowice i Łazy. Związek między tymi trzema miejscowościami jest tak duży, że często nazywa się je potocznie "trójwsią" (lub żartobliwie "trójmiastem").